# Корейська армія незалежності
Корейська армія незалежності (кор.: хангиль: 대한독립군) — незалежне військове формування, організоване в Північному Цзяндао (Гандо) у 1919 році та очолюване Гун Беом До, колишнім артилеристом. Цей загін відіграв важливу роль у розгромі японців у битві при Фенвудоні та битві при Ціншаньлі.

## Фон
Гун привів Корейську армію праведників до кількох перемог, починаючи з 1907 року, під Гаксаном, Самсу та Пукчхоном. Ці успіхи зрештою призвели до посилення атак японської армії, що змусило в 1910 році Корейську армію незалежності відійти до Приморського та Кандо. З більш безпечного місця всередині Росії Гун продовжив свою кампанію проти японців. У серпні 1918 року, коли Японія вторглася в Приморський район на підтримку білої армії під час громадянської війни в Росії, Гун сформував військову силу, зосереджену навколо колишньої Корейської армії незалежності та корейського народу, що жив у Маньчжурії.

## Організація

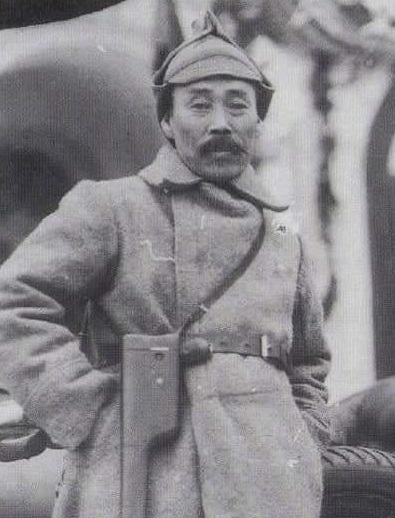
Гун Беом До в 1921 році

Коли в 1919 році відбувся рух 1 березня, Гун і його солдати переїхали в Антухьон. У 1919 році Корейська армія незалежності встановила відносини з корейцями, які проживали в Йонге, Приморський край, і Цзяндао (Гандо). Починаючи з нападу на Гесанджін (місто, розташоване на річці Ялу) у серпні 1919 року, військові сили на чолі з Гуном розпочали військову кампанію проти японських військ у Північній Кореї. Однак через труднощі з постачанням зброї та матеріально-технічного забезпечення взимку 1919 року він перейшов під керівництво Національної асоціації Гандо, яка мала великий вплив у корейській громаді на півночі Цзяндао та отримувала фінансову підтримку. Чисельність солдатів зросла до 600, а бойова міць була посилена за рахунок оснащення 600 військових гармат, близько 30 пістолетів і близько 200 патронів на гармату.
Корейська армія незалежності, яка створила базу на півночі Цзяндао, проводила антияпонську збройну діяльність разом з Національною армією, яка перебувала під керівництвом Національної асоціації Гандо, обговорили інтеграцію на початку 1920 року для ефективної антияпонської війни. 21 лютого 1920 року Чо Анму, командувач Національної армії, і Корейська армія незалежності, яка створила табір у Мьонволь-гу, округ Яньцзі, зустрілися в Хаматанг, округ Яньцзи, щоб вперше обговорити інтеграцію. Тоді Чой Джин-дон, командувач військового командування, який мав табір у Бонго-доні, Чунхва-хяні, Ванчхон-хьоні, приєднався до нього на три дні з 8 по 10 березня та 25 березня. У березні 1920 року три армії об'єднали свої сили, і протягом цього часу вони жили та діяли в районі Носуандо.

### Основні види діяльності
Корейська армія незалежності здійснила широкомасштабні операції з входження в країну, які проводилися спільно з командуванням військових справ у грудні 1919 року та березні 1920 року відповідно. Вони закликали до легітимності збройної боротьби армії незалежності та були широко розголошені шляхом видання заяви про смерть і попередження, а також заборонили іншим невеликим організаціям збирати різноманітні номінальні пожертви на базі.
Тоді армія незалежності перенесла свою базу з Антухюна до Фенвудона, Ван Цінхюнь, Китай, і отримала фінансову підтримку від Національної асоціації Гандо для більшої внутрішньої операції опору. Військові фінанси та адміністрацію здійснювало товариство. Близько 200 старих праведних солдатів, старих фермерів і робітників із Цзяндао, зосереджених на хунбом-до, придбали зброю в різних місцях для навчання армії незалежності. Гун об'єднався з командуванням військових справ на чолі з Чой Цзіньдоном, який був дислокований у Гоерон і Чонсоні (Вонгсон) уздовж узбережжя річки Туман.
Вони продовжували отримувати підкріплення, зброю та ресурси з Цзяньдао, Кореї та Приморського краю. На початку вересня 1919 року Гу Чун Сон очолив Національну асоціацію Гандо для надання фінансової та людської підтримки. Згодом солдатів продовжували призовувати та вербувати, чисельність підрозділу зростала, а система та обладнання були вдосконалені до значного рівня. Армія також продемонструвала силу, суворо попередивши помічників корейської поліції та інших секретних агентів, які діють у цьому районі.

### Приєднався до командування Північної корейської армії
Вони зустрілися в неділю, 22 квітня, а потім 3 травня 1920 року Національна асоціація Гандо провела спільну військову операцію з іншими корейськими військовими та силами опору, такими як Корейський демократичний корпус у Ванчуньхьон Пумдоні. Тоді вони зустрічалися 7 та 15 травня і намагалися домовитися про інтеграцію. Однак, незважаючи на їхні зусилля, вони не змогли об'єднати свою політику та ідеологію та не змогли сформувати єдиний орган, тому вони погодилися створити союз із Національною армією та Командуванням військових справ. Таким чином, 22 травня 1920 року вони сформували командування Північної корейської армії, альянс сил незалежності Північного Цзяндао. Командування Північної Корейської армії організувало багато подальших дій, зокрема відповідаючи за адміністрацію, політику та фінанси. Хун Беом До став головою командування Північної корейської армії та відповідав за військові сили. Корейські повстанці були зібрані в чотири групи під керівництвом Ї Чеон О, Кан Сан Мо, Кан Сі Бом і Джо Квон Дона.

## Битви
У серпні 1919 року Корейська армія незалежності перетнула річку Ялу і знищила японську військову частину. Це була перша внутрішня військова операція в Кореї після Руху 1 березня. У жовтні війська Гна знову увійшли до Кореї, зайняли Канґє та Манподжін, ведучи запеклі битви з японською армією в окрузі Чжасон на півночі Кореї. До березня 1920 року Хун об'єднався з Командуванням військових справ, яке було розміщено в Гоерон і Чонсон (Вонгсон) уздовж узбережжя річки Туман. 2000 борців за незалежність Кореї в районі Цзілінь вночі напали на табір японської армії, убивши 300 людей і розгромивши 400, розвиваючи рух за незалежність, підтримуючи органічний контакт з командуванням військових справ та іншими. Після березня 1920 року Гун і Чой очолили командування Північної Корейської армії в північній частині Маньчжурії. Внутрішня операція опору корейських сил незалежності забезпечила поштовх національному духу корейців у всьому світі та спонукала до подальшої боротьби збройного опору в Маньчжурії.

### Битва при Самдунджі
4 червня 1920 року загін армії незалежності Корейського демократичного корпусу під командуванням Пак Син Гіла увійшов у Ганг'яндон, Чонсон-гун і Гамкьонбук-до, здивувавши та заманивши японський патрульний взвод і Нам'ян японської армії. Гарнізон атакував. Потім вони увійшли в округ Джесон, Корея, і влаштували засідку на патруль японської армії в Самдунджа. У відповідь японська армія зайняла Нанамдон (нині Чхонджін) у Північному Хамгьондо на базі штабу 19-ї японської дивізії.

### Битва при Фенвудоні
Це була широкомасштабна битва, яка відбулася з 6 по 7 червня 1920 року між Корейською армією незалежності, союзними силами Армії незалежності під проводом Чхве Джин Дона і Чхве Чоя та японської армії. Японська армія сформувала переслідувальну групу Волганг на чолі з майором Асукавою і просунулася до Бонго-дон, який на той час був базою армії незалежності. Об'єднані сили Армії незалежності, зосереджені на Корейській армії незалежності, чекали в долині Бонго-донг і досягли перемоги шляхом раптової атаки. Втрати японської армії склали 157 убитих і 300 поранених, а армії незалежності — 4 убитих і 2 поранених. Це була переважна перемога, оскільки Міністерство військових справ Тимчасового уряду оголосило цю битву «першим раундом війни за незалежність». Японські військові думали про армію незалежності як про ополчення, яке можна було придушити в будь-який момент, але нищівна поразка стала можливістю вважати армію незалежності основною перешкодою колоніальному правлінню та шукати фундаментальних заходів проти Армії незалежності. Після програшу в цій битві японці мобілізували велику кількість військ для нападу на Армію незалежності. У відповідь на це Армія незалежності рушила до Чонсан-рі та об'єдналася з Північним військовим командуванням Кореї.

### Битва при Чонсанрі
11 липня Гун на чолі невеликого загону напав на японське консульство в Цзяндао в Лудугу, вступив у бій з поліцією японського консульства та переміг із багатьма втратами. Про це широко повідомлялося, і Японія чинила тиск на Китай, в односторонньому порядку повідомивши Китай, що розмістить там війська приблизно на два місяці, і розгорнувши близько 15 000 японських військ через річку Думан. Це був підрозділ, сформований шляхом об'єднання гарнізону Нанам, гарнізону Йонсан і Сибірського гарнізону. Щоб запобігти подальшому просуванню Армії незалежності в країну, японці розробили план приборкання армії незалежності Гандо, навмисно спричинили інцидент у Хуньчуні на початку жовтня 1920 року та почали відправляти великі регулярні війська в район Цзяндао. Приблизно в цей час багато загонів Армії незалежності переїхали в інші місця, щоб уникнути прямого зіткнення з японською армією. Побоюючись помсти з боку Японської імперії, 600 членів Корейської армії незалежності переїхали в Норьон, а потім у Мілсан (密山) у провінції Хейлунцзян. Це мало на меті зберегти військовий потенціал, а не зіткнутися з прямою конфронтацією з регулярними японськими військами, які мали переважаючу військову силу.
Під час переходу до Мілсана близько 2000 корейських вояків, включаючи Корейську армію незалежності на чолі з Гун Бомдо, Північне військове управління Кім Джва Чжина та Національну армію Чо Анму, об'єдналися та воювали в Хварьонхьон, вище за течією р. Думань, з 21 по 26 жовт. Вони досягли військового успіху, розгромивши понад 5000 японських солдатів. Ця битва, яка тривала 6 днів і завдала сильного удару більш ніж удвічі більшій японській армії, називається битвою при Чонсанрі.
Це битва, в якій Військове відомство Північної Кореї та Корейська армія незалежності на чолі з Кім Джва Джином, який переніс свою базу поблизу Чонсан-рі, об'єдналися та перемогли японську армію. Військове управління Північної дороги спочатку було розташоване в гірській місцевості району Західна Даеба округу Ванцін провінції Цзілінь, але коли китайський уряд, не в змозі протистояти тиску з боку Японії, змусив його залишити, його перемістили в Чонсанрі. Приблизно протягом тижня з 21 по 26 жовтня 1920 року японська армія зазнала поразки після приблизно 10 сутичок, включаючи битву при Бекунпьон, битву при Ванлу-гу та битву при Гапсанчхоні. Загальна чисельність Армії незалежності становила приблизно 1950 осіб, а чисельність японської армії, як відомо, становила від 29 000 до 40 000 осіб. Близько 16 жовтня об'єднані сили Гун Беом До і Анму знову рушили на північ і рушили до Еорангчхона, де щодня посилювали військову підготовку, готуючись до зіткнення з японською армією. Приблизно 18 жовтня зібралося багато частин армії незалежності. Підрозділ Кім Джва Джіна вагався відступати, оскільки продовжував стежити за пересуванням японської армії. Воно вважало, що навіть якщо відступить, то не зможе уникнути переслідування японської армії, тому вирішило вступити в прямий бій з японською армією. У другій половині дня 21 жовтня 1920 року японська армія була в Ідо-гу. Гун Беом також увійшов, щоб оточити підрозділ. Відповідно, незалежницька армія вела вперті бої до світанку 22 жовтня. Одного разу загін Гун Беом До був оточений японськими військами, які атакували північ і південь, але швидко він втік. Японські солдати панікували, стріляли між собою в темряві, не в змозі відрізнити передню частину від тилу. Зрештою, загін Гун Беом До вбив близько 400 японських солдатів і здобув ще одну перемогу. Потім вони зосередили свій удар на підрозділі японської армії, який просунувся до центру, і в результаті їм вдалося спільно з іншими частинами японської армії атакувати японську армію в центрі. Втрати японської армії склали 500 убитих і 3300 поранених, а збитки армії незалежності — 60 убитих і 90 поранених.

## Приєднання до Корейського корпусу незалежності
Зазнавши серйозної поразки в битві при Чонсанрі, японська армія у відповідь спустошила корейські громади, антияпонські організації, школи та церкви, що називається різаниною Гандо або катастрофою Кьоншін. Згодом Корейська армія незалежності приєдналася до Корейського корпусу незалежності (大韓獨立軍團), який був організований шляхом об'єднання підрозділів армії незалежності, зібраних у Місані. Зведений підрозділ армії незалежності чисельністю близько 700 осіб вів запеклий бій з карателями японської армії Цзяньдао і наприкінці січня 1921 року форсував річку Уссурі. Потім увійшли у Свободний через Іман, територія Росії. У цей час корейські збройні загони з різних частин Приморської провінції та Армія незалежності Гандо збиралися в районі Свободного. Це пояснюється тим, що вважалося, що антияпонську війну можна було б ефективно вести, об'єднавши корейські частини, розкидані по різних місцях, і отримавши підтримку більшовицького уряду. Однак між керівництвом спалахнула жорстка конкуренція за лідерство зібраних корейських військ.

## Інцидент у Свободному та розформування
28 червня керівництво Військово-революційної урядової ради Кореї ухвалило рішення про роззброєння Сахалінської добровольчої армії, яка перебувала у протистоянні. Корейська революційна армія, яка мобілізувала важке озброєння, таке як бронетехніка, оточила район Сурасевка поблизу Свободного, де була дислокована Корейська добровольча армія, і розпочала широкомасштабну атаку, що призвело до великого конфлікту між двома сторонами. Цей конфлікт між корейськими збройними силами, який отримав назву «Інцидент у місті Джаю» або «Інцидент у місті Джаю», призвів до значних взаємних втрат, а підрозділи Корейської добровольчої армії були розпорошені в усіх напрямках, що завдало значної шкоди боєздатності Армії незалежності. Після інциденту в місті Джаю було накладено багато обмежень на діяльність корейських збройних сил через сильний контроль Російської комуністичної партії, і значна частина керівництва пішла, включаючи генерала Гун Бом До, який переїхав до Казахстану у вересні 1937 р. відповідно до сталінської політики примусового переселення корейців. Корейська армія незалежності була розпущена.